# Pedro I del Congo
Pedro I del Congo (... – 1545) è stato un re congolese.

## Contesto e regno
Pedro I era figlio del re Afonso I e divenne suo immediato successore nel 1543. Faceva parte di un lignaggio tradizionale o kanda, una fazione di corte, nota come Kibala (in portoghese, Quibala) che affondava le sue radici nel Kilukeni kanda (Casa di Kilukeni). Regnò per un breve periodo prima di essere rovesciato da suo nipote, nipote di Afonso I, e dal monarca che gli sarebbe succeduto, Diogo I. Il resoconto degli eventi precedenti e successivi alla sua detronizzazione è conservato grazie alle ricerche condotte dopo il fallito tentativo di Pedro di riprendere il potere.

## Asilo e cospirazione
Dopo essere stato rovesciato, Pedro fuggì ottenendo asilo in una delle chiese fondate dai missionari portoghesi a M'Banza Kongo. Il re Diogo I era riluttante a cercare di catturarlo, il che permise a Pedro di sviluppare un piano contro il re appena insediato dall'interno della Chiesa. I dettagli del suo piano sono noti perché Diogo I avviò un'indagine al riguardo nel 1550. Una copia dell'indagine condotta è stata conservata negli archivi portoghesi ed è stata pubblicata nel 1877 da Paiva Manso.
L'indagine dimostrò che Pedro aveva molti amici nel regno, ma molti alti funzionari erano riluttanti a offrire aiuto, temendo che Diogo I avrebbe agito contro di loro. Il suo alleato più importante, Rodrigo de Santa Maria, che era suo cugino, fuggì sull'isola di São Tomé, dove si ritiene avesse delle proprietà, cercando da lì di ottenere aiuto dal Portogallo e persino dalla Santa Sede. È stata l'intercettazione di una lettera che Pedro ha inviato al cugino per chiedere assistenza a questi Paesi a indurre Diogo I ad avviare l'indagine giudiziaria, di cui ha inviato una copia al Portogallo, chiedendo l'estradizione del fuggitivo Rodrigo de Santa Maria.